# .25-35 Winchester

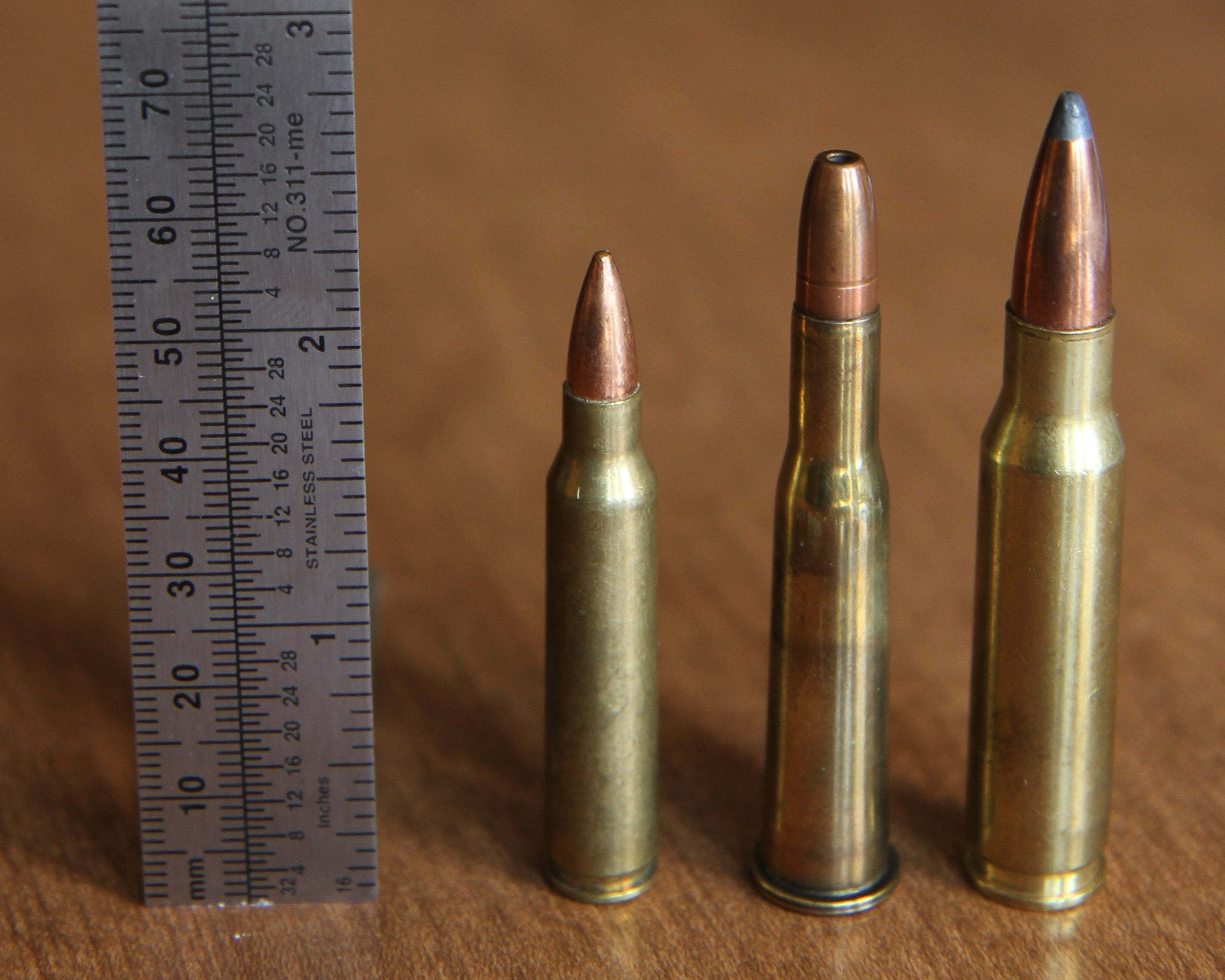
.25-35 Winchester mit Hohlspitzgeschoss, links eine .223 Rem, rechts eine .308 Winchester

.25-35 Winchester oder WCF (Winchester Center Fire) ist eine Gewehrpatrone, die erstmals 1895 von Winchester für das Unterhebelgewehr Winchester Model 1894 vorgestellt wurde. Die Hülse der Patrone basiert auf der Patrone .30-30. Das in Europa bekannte Kaliber 6,5 × 52 R hat sehr ähnliche Hülsenabmessungen, ist aber signifikant schwächer geladen.
Die .25-35 Winchester war als Patrone zur Jagd auf Rehwild sehr beliebt.

## Bezeichnung
Im deutschen Nationalen Waffenregister (NWR) wird die Patrone unter Katalognummer 36 unter folgenden Bezeichnungen geführt (gebräuchliche Bezeichnungen in Fettdruck)
- .25-35 WCF (Hauptbezeichnung)
- .25-35 Winchester Center Fire
- .25-35 Win

## Geschichte
Winchester baute das Gewehr 1894 in diesem Kaliber von 1895 bis in die 1940er-Jahre. Ab 2005 wurde von Winchester das Modell 1894 wieder in diesem Kaliber angeboten. Winchester und RWS waren lange Jahre die einzigen Hersteller der Munition. Auch wenn die beiden Kaliber .25-35 Winchester und 6,5 × 52 R von den Abmessungen fast gleich sind, so unterscheiden sie sich deutlich in den Leistungsdaten. Der höchstzulässige Gasdruck der .25-35 Winchester liegt bei 3050 bar, der höchstzulässige Gasdruck der 6,5 × 52 R liegt bei 2450 bar.